# Costești-Cetățuie
Costești-Cetățuie era una città fortificata dei Daci. Situata vicino al villaggio di Costești nel distretto di Hunedoara, in Romania. La fortezza fu costruita durante il dominio del re dei Daci Burebista, al fine di difendere l'area dall'espansione dei Romani. Nel 106, durante la guerra di Dacia, fu completamente distrutta dai Romani, guidati da Traiano, e non fu più ricostruita. Oggi, tuttavia, esiste la località di Costești-Deal, presso cui si trovano le rovine di questa fortezza e di quella di Costești-Bildaru

## Descrizione
La fortezza di Costești si trova nella valle del fiume Grădiştei. L'altopiano del colle su cui si trova la fortezza ha un'altitudine di 514 m. L'antico nome non è noto. Era basata su un grande insediamento civile con una fortezza ed era la residenza abituale dei re dei Daci della Transilvania. Serviva anche a difendere la strada per la fortezza di Sarmizegetusa Regia.